# Вея, Бенита
Бенита Вея (латыш. Benita Vēja; фамилия при рождении Вилерте (латыш. Vilerte); род. 15 января 1948, Кулдига, Латвия) — латвийская и советская шахматистка.

## Карьера шахматистки
В шахматы начала играть в раннем детстве и уже в 13 лет победила в чемпионате Латвии среди девушек (1961), а в 1963 году выиграла первенство СССР среди девушек. Также Бенита Вея два раза побеждала в чемпионатах Риги среди женщин (1972, 1975).
В 1966 году достигла своего самого большого успеха и после дополнительного матча победила в чемпионате Латвии по шахматам среди женщин. До и после этого ещё шесть раз занимала призовое место на чемпионатах Латвии — в 1963 и 1972 годах была второй, а в 1964, 1967 и 1969 годах завоевала третье место. В 1967 году в составе команды Латвии заняла второе место на доске девушек в Спартакиаде Народов СССР, а в 1971 году была третьей на первой женской доске в Командном кубке СССР. Участница финала 29 чемпионата СССР среди женщин в 1969 году, где набрала 7 очков из 19 и заняла 16 место.
В 1990 году получила специальный приз как лучшая участница открытого чемпионата Латвии среди мужчин.
По профессии Бенита Вея — инженер-математик. Сестра Тамары Вилерте.